# Venera 12
Venera 12 (en russe : Венера-12) est une sonde spatiale soviétique lancée le 14 septembre 1978 dont la mission était d'étudier l'atmosphère et la surface de la planète Vénus dans le cadre du programme Venera. Elle se composait d'un vaisseau porteur chargé de recueillir des données lors du survol de la planète et d'un atterrisseur. L'atterrisseur est parvenu sur le sol vénusien mais n'a obtenu que des résultats partiels à la suite de la panne de deux de ses instruments. Deux détecteurs de sursaut gamma fonctionnant conjointement avec un instrument similaire installé sur la sonde spatiale jumelle Venera 11 et le satellite Prognoz 7 ont permis de dresser un premier catalogue des sources à l'origine de ce phénomène.

## Déroulement de la mission
Venera 12 d'une masse totale de 4,464 tonnes a été lancée par une fusée Proton. L'atterrisseur a été largué par le vaisseau mère le 19 décembre deux jours avant de pénétrer dans l'atmosphère de Vénus. Après une descente d'une durée de 1 heure, l'atterrisseur s'est posé le 21 décembre vers 3 h 24 UTC sur le sol de Vénus à une vitesse comprise entre 7  et   8 m/s. Les données scientifiques ont été transmises durant environ 110 minutes. De son côté, le vaisseau mère a survolé la planète à une distance de 34 000 km en collectant des données grâce à plusieurs instruments scientifiques embarqués puis a poursuivi sur une orbite héliocentrique en effectuant des mesures dans l'espace interplanétaire.

## Caractéristiques de la sonde spatiale
La sonde spatiale Venera 12 est une version légèrement améliorée de la génération précédente des sondes vénusiennes soviétiques : les Venera 9 et 10 lancées en 1975. La fenêtre de lancement étant moins favorable en 1978, le vaisseau mère (porteur de l'atterrisseur) ne s'insère pas en orbite contrairement à ses prédécesseurs mais effectue un simple survol de Vénus en relayant les données fournies par l'atterrisseur. L'atterrisseur emporte des instruments scientifiques nouveaux ou améliorés.

### Équipements scientifiques du vaisseau mère
Le vaisseau mère de Venera 12 était équipé avec plusieurs instruments scientifiques utilisé dans l'espace interplanétaire et durant le survol de Vénus. Venera 12 emportait notamment deux détecteurs de Sursaut gamma Konus, développé par les soviétiques et SIGNE 2 développé par les chercheurs français. SIGNE 2 était également installé à bord de deux autres engins spatiaux, la sonde spatiale jumelle Venera 11 et le satellite Prognoz 7 ce qui permettait de localiser les sources des sursauts gamma par triangulation. Dans le cadre de cette mission conjointe, 143 sources ont pu être ainsi détectées et situées dans le ciel avant et après le survol de Vénus permettant la constitution d'un premier catalogue recensant ces événements. Le vaisseau mère embarquait également :
- un spectromètre fonctionnant dans l'ultraviolet extrême (30-166 nm) fourni par la France ;
- un spectromètre à plasma ;
- un magnétomètre ;
- un détecteur de particules à haute énergie comprenant 4 compteurs à semi-conducteur, deux compteurs à décharge gazeuse et 4 compteurs à scintillation ;
- un détecteur de vent solaire (télescope à protons).

La mission du vaisseau mère s'est achevée en avril 1980.

### Équipements scientifiques de l'atterrisseur
L'atterrisseur emportait une batterie d'instruments destinés à étudier l'atmosphère durant sa descente vers le sol de Vénus et la composition des roches de la surface. Les caméras embarquées n'ont pas fonctionné à la suite d'une erreur de conception qui n'a pas permis d'éjecter les obturateurs placés sur les objectifs. Le système d'analyse de la composition du sol a également été victime d'une panne. Le chromatographie en phase gazeuse a permis de détecter un ratio particulièrement élevé d'Ar36/Ar40 et la présence de monoxyde de carbone dans les couches basses de l'atmosphère. Des éclairs et des grondements de tonnerre ont été également enregistrés.
Les instruments scientifiques embarqués comprenaient :
- un néphélomètre capable de détecter les aérosols d'environ 1 micromètre ;
- un spectromètre de masse MKh-6411 pour déterminer la composition de l'atmosphère ;
- un chromatographe en phase gazeuse Sigma pour déterminer la composition de l'atmosphère ;
- un spectromètre à fluorescence rayons X pour déterminer la composition élémentaire des aérosols ;
- un photomètre 360° IOAV ;
- un spectromètre fonctionnant dans la bande 430-1170 nm ;
- un microphone/anémomètre ;
- quatre thermomètres et trois baromètres pour des mesures de 50 km d'altitude à la surface ;
- un accéléromètre Bizon pour déterminer la structure de l'atmosphère entre 70  et   110 km d'altitude ;
- un pénétromètre PrOP-V ;
- deux caméras couleur de 252 × 1024 pixels ;
- un instrument d'analyse du sol.